# Baltische toendravlinder
De Baltische toendravlinder (Oeneis jutta) is een vlinder uit de onderfamilie Satyrinae en de familie Nymphalidae.
De voorvleugellengte van de vlinder bedraagt 27 tot 28 millimeter. De vleugels zijn aan de bovenzijde bruin, met langs de randen oranje vlekken met zwarte middens ("oogvlekken"). De franje is geblokt. De onderzijde van de achtervleugel is een schakering van donker- en lichtgrijs met een oogvlek. De voorvleugel is aan de onderzijde oranjebruin met dezelfde oogvlekken als de bovenzijde, en een grijze apex en costa.

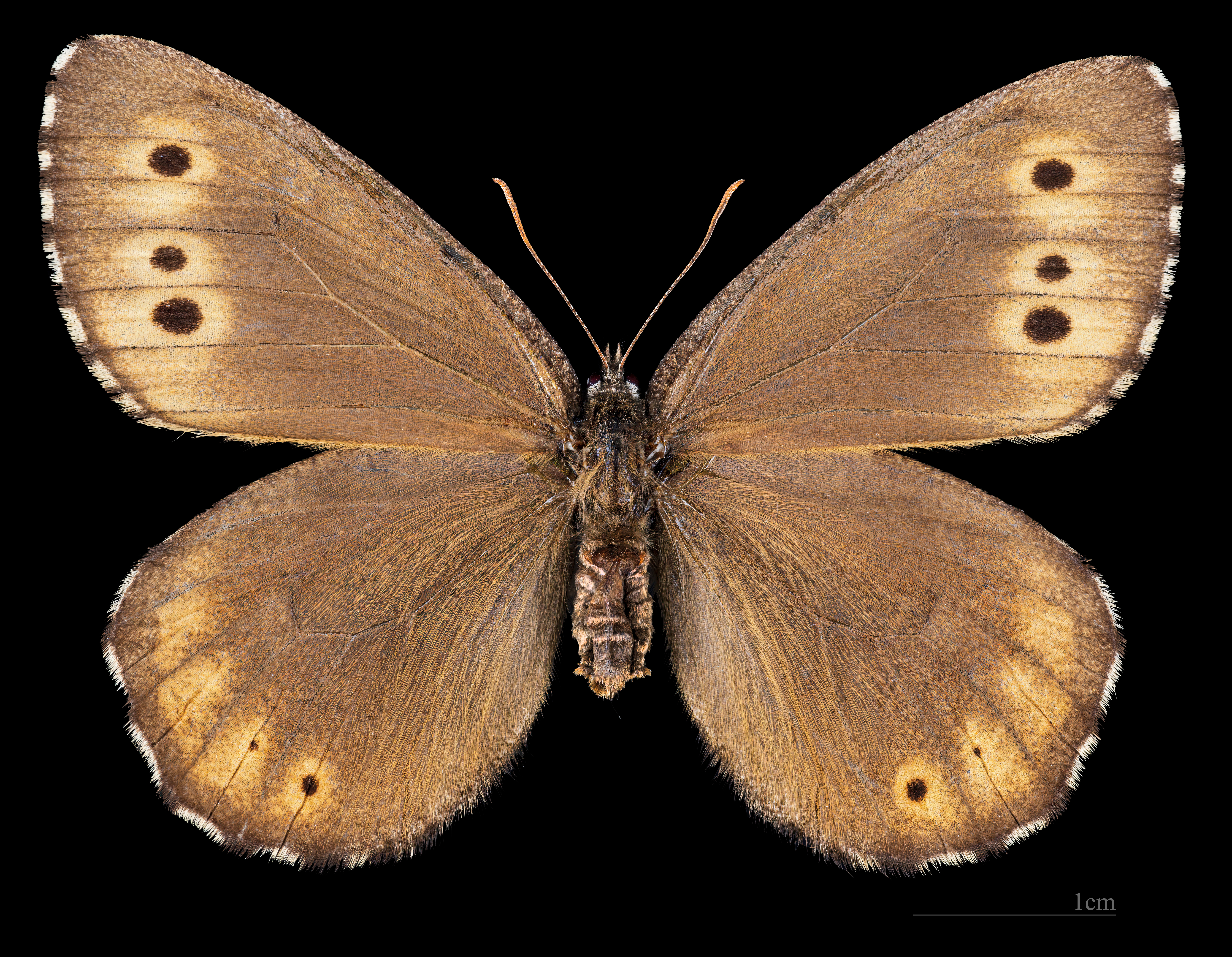
Oeneis jutta jutta  ♂
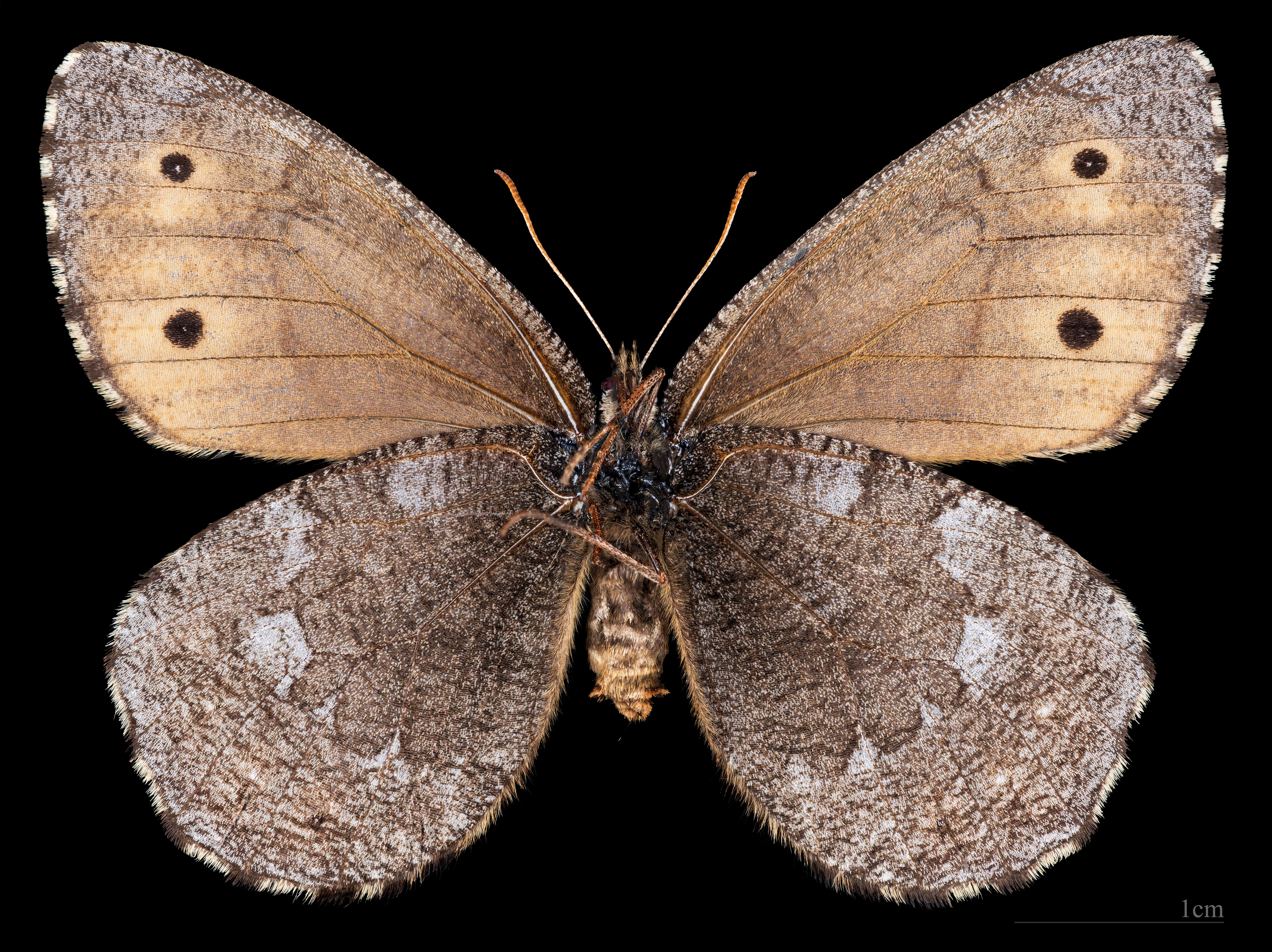
Oeneis jutta jutta ♂  △

De soort komt voor in het noorden van Europa, Azië en Noord-Amerika. In Europa bestaat de verspreiding uit Noorwegen, Zweden en Finland tot in Lapland, de Baltische staten en het noordoosten van Polen, de Oeral. De vlinder is te vinden in veen- en moerasgebieden met open water, begroeid met grassen en omrand door naaldbos. De bosranden zijn voor de vlinder nodig om bloemen voor nectar te vinden. Op vliegplaatsen van deze vlinder komen weinig andere vlinders voor.
De waardplanten zijn grassen, niet bekend is precies welke. De ontwikkeling tot volwassen vlinder duurt (bijna) twee jaar. De soort vliegt in juni en juli.